# Lee Calhoun
Lee Quincy Calhoun (* 23. Februar 1933 in Laurel, Mississippi; † 21. Juni 1989 in Erie, Pennsylvania) war ein US-amerikanischer Leichtathlet.
Lee Calhoun tauchte 1956 in der Weltspitze im 110-Meter-Hürdenlauf auf, als er im Finale der AAU-Meisterschaften den Weltrekordler Jack Davis schlagen konnte. Bei den Olympischen Spielen 1956 konnte er sich im Finale erneut, diesmal aber ganz knapp, gegen Jack Davis durchsetzen. Beide wurden in 13,5 gestoppt, ohne Gegenwind hätte es vermutlich einen neuen Weltrekord gegeben. Dritter wurde Joel Shankle, als bester Nicht-US-Amerikaner kam Martin Lauer auf Platz 4.
1957 gewann Calhoun erneut die AAU-Meisterschaft; im Jahr darauf war er gesperrt, weil er bei seiner Hochzeit Geschenke von einer Fernsehgesellschaft angenommen hatte. 1959 war er wieder da, verlor aber Ende des Jahres gegen den jetzigen Weltrekordler Martin Lauer.
1960 qualifizierte sich Calhoun hinter Hayes Jones für die Olympischen Spiele. In einem Vorbereitungsrennen in Bern stellte Calhoun am 21. August mit 13,2 s den Weltrekord von Lauer ein.
Bei den Olympischen Spielen 1960 liest sich das Ergebnis wie 1956. Calhoun gewinnt Gold zeitgleich (13,8 s) vor Willie May, dahinter mit Hayes Jones der dritte US-Amerikaner und Martin Lauer als Vierter. Allerdings betrug der Abstand von Lauer auf Gold 1956 eine Sekunde; 1960 lag er nur zwei Zehntelsekunden hinter Gold. 
Nach der Saison 1960 trat Lee Calhoun von der Sportbühne ab. Nach seiner Karriere war er als Trainer tätig.
Lee Calhoun war der erste in der olympischen Geschichte, der seinen Olympiasieg über 110 Meter Hürden wiederholen konnte. Nur Roger Kingdom, der Olympiasieger von 1984 und 1988, konnte Calhouns Doppelsieg wiederholen. 